# Fosfatidylcholin

Jeden z možných fosfatidylcholinů: palmitoyl-oleyl-sn-fosfatidylcholin

Fosfatidylcholin (PC, někdy též lecit(h)in) je fosfolipid (konkrétně glycerolfosfolipid), který je důležitou složkou eukaryotních obou listů buněčných membrán (v erytrocytu asi 10 hm. %, v mitochondriální membráně dokonce 39 %). Navíc je to významný zdroj druhého posla DAG a dalších signálních molekul. Tvorba DAG z fosfatidylcholinu však trvá pomaleji, než z fosfatidylinositol-4,5-bisfosfátu (PIP2), přibližně v řádu minut po obdržení signálu buňkou.Z dalších signálních molekul je možné jmenovat kyselinu arachidonovou, která vzniká rozkladem fosfatidylcholinu fosfolipázou A2, nebo kyselinu lysofosfatidovou i třeba faktor ovlivňující destičky (PAF).
Biosyntéza fosfatidylcholinu probíhá v několika krocích: nejprve je cholin fosforylován na fosfocholin za spotřeby ATP, následně je pomocí CTP vytvořen CDP-cholin a nakonec je CMP zbytek vyměněn za nějaký 1,2-diacylglycerol. Také je ale možné vytvořit v játrech fosfatidylcholin trojitou methylací fosfatidylethanolaminu.